# 什波爾卡河
什波爾卡河（羅馬化：Shpolka）是烏克蘭中部的河流，屬於格尼洛伊季基奇河的支流。該河流經切爾卡瑟州的茲韋尼霍羅德卡區，河道全長53公里，流域面積605平方公里。